# Sommières-du-Clain
Sommières-du-Clain é uma comuna francesa na região administrativa da Nova Aquitânia, no departamento de Vienne. Estende-se por uma área de 26,21 km². Em 2010 a comuna tinha 788 habitantes (densidade: 30,1 hab./km²).